# Wharewaka

Wharewaka  est une banlieue de la ville de Taupo, située dans le nord de l’Île du nord de la Nouvelle-Zélande.

## Situation
Elle s’étend de Rainbow Point jusqu’à Five Mile Bay sur le côté ouest de la  State Highway 1/S H 1.
Wharewaka siège sur une petite pointe de terre près du lac Taupo et à 1,6 km au nord-ouest de l’aéroport de Taupo (en).

## Population
Elle avait une population de 462 habitants lors du recensement de 2006 en Nouvelle-Zélande.

## Activité
La banlieue de Wharewaka a une large proportion de résidences secondaires.
Les développements récents tels que Wharewaka Point et Lakeside developpement ont fait monter la population.
Wharewaka Point est une plage active pour la natation durant l’été.
C’est un lieu populaire pour les touristes autant que pour les résidents locaux.
Wharewaka est aussi la localisation du « Summerset» un village de retraite .

## démographie
Européens 85,3 %
Māori 2,7 %
peuples du Pacifique 0,7 %
Asiatiques 0,7 %
Moyen orient et Amérique latine 0.0
autres ethnies:14,7 %